# Rocco Minasi
Rocco Minasi (Scilla, 14 marzo 1910 – Roma, 7 luglio 1994) è stato un politico italiano.

## Biografia
Esponente calabrese del Partito Socialista Italiano. Alle elezioni politiche del 1953 viene eletto alla Camera dei Deputati, venendo riconfermato a Montecitorio anche a quelle del 1958 e del 1963.
Nel 1964 è fra i promotori della scissione di sinistra che dà vita al Partito Socialista Italiano di Unità Proletaria, con il quale viene rieletto alla Camera alle elezioni del 1968. Conclude il proprio mandato parlamentare nel 1972.
A livello locale è stato sindaco di Scilla dal 1964 al 1970. Da tale anno è consigliere comunale di Reggio Calabria.